# Exoprosopa decrepita
Exoprosopa decrepita är en tvåvingeart som först beskrevs av Christian Rudolph Wilhelm Wiedemann 1828.  Exoprosopa decrepita ingår i släktet Exoprosopa och familjen svävflugor. Inga underarter finns listade i Catalogue of Life.